# HD 88737
HD 88737，又名BD+21 2165，SAO 81250、HR 4012，是一颗恒星，视星等为6.02，位于銀經213.71，銀緯53.85，其B1900.0坐标为赤經10h 8m 59.5s，赤緯+21° 53.85′ 57″。